# Министерство труда и людских ресурсов Пуэрто-Рико
Министерство труда и людских ресурсов Пуэрто-Рико отвечает за государственную политику и управление трудового законодательства, охрану труда, пособия по безработице, повторную службы занятости, подготовку человеческих ресурсов и некоторые экономические статистики.

## История
Оно было создано Законом № 15 от 1931 года, а затем его существование было признано на момент утверждения Конституции Содружества Пуэрто-Рико в 1952 году. Первым министром был Пруденсио Ривера и действующим является Мигель Ромеро.